# Interface Builder
Interface Builder — програма для розробки програмного забезпечення для операційної системи Apple macOS. Частина Xcode (раніше Project Builder), набору інструментів розробника Apple Developer. Interface Builder дозволяє розробникам Cocoa і Carbon створювати інтерфейси для програм за допомогою графічного інтерфейсу користувача. Отриманий інтерфейс зберігається у вигляді файлу .nib, скорочення від NeXT Interface Builder, або нещодавно як файл .xib на основі XML.
Interface Builder походить від однойменного програмного забезпечення розробки NeXTSTEP. Версія Interface Builder також використовується для розробки програмного забезпечення OpenStep, і дуже схожий інструмент під назвою Gorm існує для GNUstep. 27 березня 2008 року була випущена спеціалізована версія Interface Builder для iPhone, що дозволяє створювати інтерфейси для додатків iPhone, разом із iPhone SDK Beta 2.
Interface Builder був навмисно розроблений як окрема програма, щоб дозволити дизайнерам взаємодії розробляти інтерфейси без використання орієнтованого на код IDE, але починаючи з Xcode 4, Apple інтегрувала його функціональні можливості безпосередньо в Xcode.

## Історія
Спочатку Interface Builder називався SOS Interface і був створений Жаном-Марі Юлло, коли він працював дослідником в Inria в Рокенкурі поблизу Парижа. Йому дозволили зберегти право власності на програмне забезпечення після звільнення з Inria, він витратив рік, працюючи над ним щоб перетворити його у повнофункціональний продукт, який тепер називається Interface Builder і розповсюджується для Macintosh компанією ExperTelligence у США в 1986 році. Його було написано мовою Lisp (для продукту ExperLisp від ExperTelligence) і глибоко інтегровано з Macintosh Toolbox. Interface Builder був представлений на MacWorld Expo в Сан-Франциско в січні 1987 року.

## Розробка
Interface Builder надає палітри або колекції об’єктів інтерфейсу користувача розробнику Objective-C або Swift. Ці об’єкти інтерфейсу користувача містять такі елементи, як текстові поля, таблиці даних, повзунки та спливаючі меню. Палітри Interface Builder повністю розширювані, тобто будь-який розробник може розробляти нові об’єкти та додавати палітри до Interface Builder.